# Tarsolepis rufobrunnea
Tarsolepis rufobrunnea är en fjärilsart som beskrevs av Rothschild 1917. Tarsolepis rufobrunnea ingår i släktet Tarsolepis och familjen tandspinnare. Inga underarter finns listade i Catalogue of Life.